# 이찬건
이찬건(1996년 5월 14일 ~ )은 KBO 리그 전 롯데 자이언츠의 내야수, 외야수이다. 개명 전 이름은 이석훈이다.

## 롯데 자이언츠시절
2016년에 입단하였다. 2019년 9월 1일 KIA전에서 데뷔 첫 경기를 치렀고, 경기에서 1타수 무안타를 기록했다.
9월 3일 삼성전에서 2사 만루 상황에서 대타로 나와 삼진을 당했다. 
2019년 10월에 방출됐다.

## 출신 학교
- 율하초등학교
- 경복중학교
- 대구상원고등학교